# 1162
Cette page concerne l'année 1162  du calendrier julien.
L'année 1162 est une année commune qui commence un lundi.

## Événements
- 10 février : mort de Baudouin III. Début du règne de son frère Amaury Ier, roi de Jérusalem (fin en 1174)[1].
- 21 décembre, Égypte : le vizir Shawar s’empare du pouvoir au Caire[2]. Sur les quinze dirigeants qui l’ont précédé, quatorze sont morts de mort violente, pendus, décapités, poignardés, crucifiés, empoisonnés ou lynchés par la foule. L’un a été tué par son fils adoptif, l’autre par son propre père. Dès son accession au pouvoir, Shawar fait massacrer son prédécesseur et toute sa famille, et s’approprie leurs biens.

- Qılıj Arslan II, sultan saljûqide de Rum se reconnaît vassal du basileus à Constantinople[3].

### Europe
- 26 mars : Frédéric Barberousse fait raser Milan[4].
  - Frédéric Barberousse réclame la restauration d’un pouvoir central régalien lors d’une cérémonie à Roncaglia. Milan, la plus puissante des cités lombardes, se révolte. Elle est totalement détruite par Frédéric Barberousse. L’empereur reçoit l’appui des villes ennemies de Milan dans l’affrontement, qui espèrent se débarrasser d’une rivale et obtenir des exemptions de taxes et des privilèges parfois exorbitants. L’autorité impériale est restaurée au prix d’une pression fiscale et administrative énorme sur les autres communes (confiscations, taxes, travaux obligatoires, prise d’otages pour « bonne conduite »). Des podestats impériaux sont nommés, comme à Plaisance en 1162-1164.

- 17 mai : chassé de Rome, le pape Alexandre III tient un concile à Montpellier[5].
- 31 mai - 14 juillet : premier règne d’Étienne III (1147-1172), roi de Hongrie[6].

- 3 juin : Thomas Becket est consacré archevêque de Cantorbéry en Angleterre[7]. Il démissionne de la chancellerie immédiatement après et ses relations avec le roi se dégradent[8].
- 9 juin, Pavie : traité entre Frédéric Barberousse et la république de Gênes, qui s’engage à aider l’empereur dans son projet de conquête de la Sicile[9]. Gênes obtient le droit de choisir ses propres consuls, les pleins pouvoirs dans l’administration de la justice et dans les décisions concernant la guerre, la paix et les alliances. Elle est exemptée de taxes impériales.

- 14 juillet : début du règne de Ladislas II de Hongrie, frère de Géza II, roi de Hongrie au préjudice de son neveu Étienne III, à la suite d'une intervention de Byzance (fin le 14 janvier 1163)[6].

- 13 août : Alphonse Ier de Portugal fonde l’ordre des chevaliers d’Aviz pour lutter contre les Maures[10].
- 29 août - 22 septembre : entrevue de Louis VII et de Frédéric Barberousse à Saint-Jean-de-Losne[11]. Ils s’engagent à ne plus employer de mercenaires entre Paris, le Rhin et les Alpes.
- Septembre : Ferdinand II de León intervient en Castille et se fait reconnaitre tuteur de son neveu Alphonse VIII (fin en 1164)[12].
- Octobre : début du règne de Alphonse II Raimond le Chaste (1152-1196), roi d’Aragon. Les comtes de Barcelone cessent de rendre hommage aux rois de France[13].

- Les Pisans et les Vénitiens pillent le nouveau quartier génois à Constantinople[14].
- L’empereur Frédéric Barberousse concède aux comtes de Provence l’exploitation des salins d’Hyères[15].
- Le roi de Danemark Valdemar entreprend la rénovation du Danevirke, qui est renforcé d'un mur de briques de huit mètres de haut doté d'un chemin de ronde fortifié[16].